# Il potere dei sensi
Il potere dei sensi (Choses secrètes) è un film del 2002 scritto e diretto da Jean-Claude Brisseau.

## Trama
Nathalie e Sandrine sono due ragazze parigine che lavorano nello stesso strip club, rispettivamente come danzatrice e barista; Sandrine è sempre stata attratta dal modo con cui Nathalie usa la sua sensualità per avere il mondo ai suoi piedi e una sera, dopo che rifiuta di prostituirsi con un cliente, le due vanno a vivere insieme nell'appartamento di Nathalie.
Spinte entrambe dal desiderio di usare i loro corpi ed ogni mezzo necessario per scalare rapidamente posizioni sociali, Nathalie indottrina Sandrine sul potere del suo corpo e dell'eros e le due riescono a farsi assumere come segretarie in un importante istituto bancario della capitale: attraverso una seduzione sempre più forte Sandrine riesce a soggiogare il suo superiore, il signor Delacroix, professionista rispettato e padre di famiglia integerrimo, finché non vengono colti in flagrante durante un rapporto a tre da Christoph, figlio del titolare dell'istituto.
Christoph è un uomo bellissimo e senza alcun codice morale, dominato solo da istinti sessuali irrefrenabili e perversi, e dopo aver licenziato Delacroix ma salvando comunque le apparenze rivela alle due amiche il suo progetto: intende sposare Sandrine per dimostrare al padre morente di essere ormai maturo e poter quindi ereditare il suo impero; fatto ciò i due divorzieranno e alla ragazza andrà una ricca "buonuscita".
Sandrine, nonostante le avvertenze di Nathalie, subisce il fascino oscuro dell'uomo, che poco dopo la invita nel suo chalet e la fa partecipare a orge e giochi erotici: Nathalie, innamorata alla follia di Christoph, viene violentemente respinta e poco dopo si celebrano le nozze di Sandrine e Christoph.
Dopo un ultimo rifiuto durante l'ennesima orgia sancita per festeggiare la morte del padre e l'acquisizione dell'eredità di parte di Christoph, Nathalie perde la ragione e gli spara a morte, lasciando Sandrine unica erede di tale fortuna. Anni dopo le due si rincontrano, una donna in carriera e l'altra con una famiglia, e si salutano con un bacio sulla guancia. Senza dirsi una parola, le strade delle due donne si separano una volta per tutte, ma ognuna delle due terrà sempre con sé il ricordo dell'altra.

## Accoglienza
Il film è stato accolto in maniera negativa dalla critica e dal pubblico. Su Rotten Tomatoes, il film ha ottenuto il 50% di recensioni positive dalla critica e il 38% del pubblico. Su Metacritic ha ottenuto un punteggio utente di 5.9, e un Metascore di 55 su 100.

## Premi e riconoscimenti
- France Culture Award - Regista dell'anno a Jean-Claude Brisseau